# Colin Tilney
Colin Tilney (Londen, 31 oktober 1933 – 17 december 2024) was een Brits klavecinist, pianoforte-speler en muziekpedagoog.

## Levensloop
Tilney leerde piano en moderne talen aan King's College, Cambridge en vervolgens klavecimbel bij Mary Potts, een leerlinge van Arnold Dolmetsch. Hij volgde ook lessen bij Gustav Leonhardt in Amsterdam.
Eenmaal gediplomeerd werkte hij verschillende jaren als repetitor en begeleider in operahuizen (Sadler's Wells en New Opera Company in Londen), om zich vervolgens voltijds te wijden aan zijn leraarschap en aan het concerteren op oude instrumenten: klavecimbel, virginaal, klavichord, orgel en pianoforte.
In 1964 speelde hij de klavecimbelpartij bij de opname van The Rake's Progress, gedirigeerd door de componist Igor Stravinsky. Hij interesseerde zich verder voor hedendaagse muziek. Hij creëerde de Lucy Escott variations van Hans Werner Henze en bestelde werk bij de componisten Elisabeth Lutyens en Priaulx Rainier.
Hij nam in 1968 deel aan het internationaal concours klavecimbel in Brugge, in het kader van het Festival Musica Antiqua en won de Vierde prijs voor klavecimbel en de Tweede prijs voor basso continuo. Dit moedigde hem aan om voorgoed het pad te kiezen van het klavecimbel, als leraar en concertant.
In 1971 trok hij naar de Verenigde Staten en in 1979 ging hij in Toronto (Canada) wonen om er te doceren aan het Muziekconservatorium. In 2002 verhuisde hij naar Victoria (British Columbia, Canada).
Hij was vaak jurylid voor klavecimbelwedstrijden, zoals in Parijs (1975 en 1989) en Brugge (1971, 1974 en 1977) op de internationale klavecimbelwedstrijd in het kader van het Festival Musica Antiqua en in 1978 voor het concours barokinstrumenten in ditzelfde festival.
Tilney heeft concerten en meestercursussen gegeven in Engeland, Oostenrijk, Canada, Italië, Noorwegen, Nederland, België, de Verenigde Staten, Australië en het Verre Oosten. Voor kamermuziek trad hij vaak op met Frans Brüggen, Wieland Kuijken, Jaap Schröder, de ensembles Tafelmusik, Toronto Consort, etc.
Tilney overleed 17 december 2024 op 91-jarige leeftijd.

## Publicaties
- Werk voor klavecimbel van Antoine Forqueray, (Heugel, 1970 en Le Pupitre, 1985)
- Facsimilé uitgave van The Art of the Unmeasured Prelude - France 1660 à 1720, (Schott, Londen, 1991)
- Medewerking aan de Gids voor de uitvoering van de Engelse suites van Bach, (Wiener Urtext, 1998).

## Discografie
Opnamen van Colin Tilney als solist.
- William Byrd: Harpsichord Music, 1974, 2000 (EMI Reflexe)
- Haendel: Suites voor klavecimbel, 1974, 1991 (Archiv)
- J.J. Froberger: Music in the Italian Manner, 1976, 2000 (EMI Reflexe)
- French Harpsichord Music  Louis Couperin, Geoffroy, 1978, 1990 (EMI Reflexe)
- German Harpsichord Music: Böhm, Kuhnau, Pachelbel, Bach, 1978, 2000 (EMI Reflexe)
- Dowland Keyboard Transcriptions, op een klavecimbel van Jean Pierre Batt uit 1677, 1979 (L'Oiseau-Lyre)
- Purcell: acht suites voor klavecimbel, 1979 (Archiv)
- Scarlatti: Sonates voor klavecimbel, 1981 (L'Oiseau-Lyre)
- Early English Organ Music: Bull, Gibbons, Tallis, etc., 1982 (EMI Reflexe)
- Elizabethan Songs and Dances: Byrd, Farnaby, Gibbons, Peerson, Bull, 1983 (CBC Musica Viva)
- Fanfarinette: Rameau, Daquin, Couperin et autres 1987 (CBC Musica Viva)
- Scarlatti: Sonates, 1987 (Dorian)
- Bach: 7 Toccatas voor klavecimbel, 1988 (Dorian DOR-90115)
- Frescobaldi: Œuvres pour clavecin, 1989 (Dorian)
- Bach: Wohltemperiertes Klavierbuch, Boek I op klavichord, Boek 2 op klavecimbel, 1990 (4-Hyperion)
- Bach: The Six English Suites, 1993 (Music & Arts)
- Go from my Window:  Byrd, Gibbons, Bull, Sweelinck, op virginaal, 1993 (Dorian)
- High and Low, Scarlatti, 16 late sonates, 1995 (Music and Arts)
- Ladders to Heaven: 16 sonates van Domenico Scarlatti, 2000 (Dorian)
- Colin Tilney plays Mozart (forte-piano) - vol. 1 (Doremi)
- Colin Tilney plays Mozart - vol. 2, 2001 (Doremi)
- Colin Tilney plays Mozart - vol. 3, 2002 (Doremi)
- Colin Tilney plays Mozart - vol. 4, 2003 (Doremi)
- Colin Tilney plays Mozart - vol. 5 (Doremi)
- Colin Tilney plays Mozart - vol. 6 (Doremi)
- J.S. Bach, W.Fr. Bach, C.P.E. Bach, Mozart (klavichord) (Archiv)
- Locke: complete werken

## literatuur
- Susan GRANT-EVANS, A portrait of Colin Tilney, in: Continuo n° 7/2, novembre 1983, p. 10-11.